# Ahmet Refik Altınay

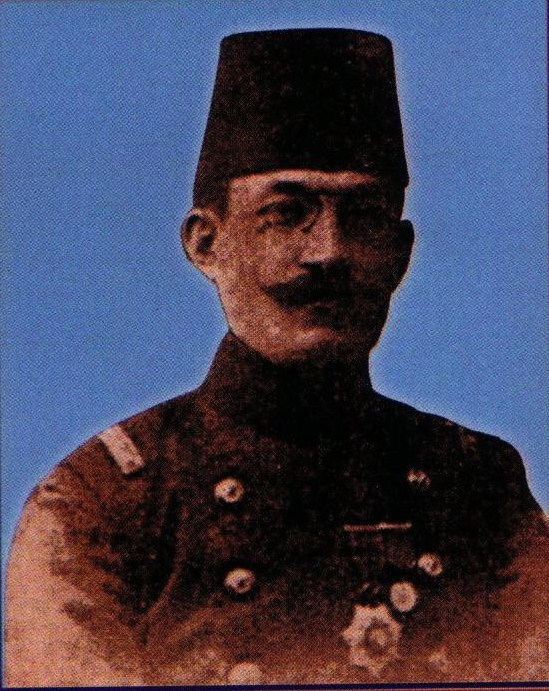
Imagem de ahmed Refik.

Ahmet Refik Altınay (Istambul, 1881 – Istambul, 1937) foi um historiador, acadêmico, escritor e poeta turco, que deu aulas de história em Darülfünun após a Primeira Guerra Mundial.

## Biografia
Altınay frequentou a Escola Primária de Vişnezade em Beşiktaş, a Escola Secundária Militar de Beşiktaş e o Liceu Militar Kuleli. Em 1889 ele se formou no topo de sua classe e se juntou ao exército, chegando ao posto de capitão. Como um jovem tenente, Altınay deu aulas em vez de ser enviado para o campo. Durante quatro anos, lecionou geografia nas escolas secundárias Militares de Toptaşı e Soğukçeşme. Em 1902 tornou-se professor de francês e, em 1908, professor de história. Em 1918, Altınay começou a ensinar história na Universidade de Istambul e no ano seguinte foi nomeado professor de história turca.
Após a Primeira Guerra Mundial, Ahmet Refik escreveu Dois comitês dois massacres (İki Komite iki Kitâl), um relato dos massacres durante a guerra. Embora Refik escreva sobre massacres realizados em ambos os lados, ele conclui que os massacres dos armênios foram uma tentativa do governo otomano de "destruir os armênios".
Mais tarde Altınay trabalhou no Comitê de História da Turquia, servindo como chefe do comitê de 1924 a 1927. Em 1932 participou na Primeira Conferência de História. Foi dispensado da universidade em 1933 e morreu em 1937.